# Bolgártelep
 Bolgártelep (románul:  Colonia Bulgară, bánáti bolgár nyelven: Telepa, németül: Bulgarische Kolonie) falu Romániában, a Bánságban, Temes megyében. Az első világháborúig Torontál vármegye, Nagyszentmiklósi járásához tartozott.

## Története
A települést a 19. században alapították a törökök elől menekülő bolgárok.
A bánsági (ill. bánáti) bolgár közösség a Dunától északra való vándorlás során alakult ki, az 1688-as délnyugat-bulgáriai csiprováci törökellenes felkelés megtorlásainak következtében, az ezen a vidéken élő katolikus bolgár lakosságból, valamint az őket követő, észak-bulgáriai, Szvistov és Nikápoly közötti szintén bolgár katolikus paultyánokból.
A paultyánok, mielőtt a 17. században áttértek volna a katolikus hitre, a 7. század során felbukkant, Szíriából és Örményországból származó, később bolgár földön is elterjedt társadalmi-vallási tanokon nevelkedtek, amelyeket az ortodox egyház eretneknek nyilvánított. 1738–1741-ben történt bánsági áttelepedésük kezdetén az eredetileg 4600 főt számláló lakosság a Habsburg Birodalom kötelékeibe, majd 1868-tól Ausztria–Magyarországhoz tartozott egészen az első világháború végéig tartott. A Bánság Románia és a Szerb–Horvát–Szlovén Királyság (a majdani Jugoszlávia) közötti feldarabolása után a két legelső és legfontosabb kolónia, Óbesenyő és Vinga, valamint a később kialakult települések, Berestye, Denta és Bolgártelep Románia része lett.

## Népesség
- 1890: 569 bolgár, 58 német, 33 magyar, 21 román
- 1930-as évek: Összesen 830 fő: 356 bolgár, 338 magyar, 123 német, 13 román
- 1966: 528 fő
- 1977: 308 fő
- 1992: 103 fő
- 2002: 20 fő

## Népessége
- 1900-ban 702 lakosából 405 volt bolgár, 159 német, 128 magyar és 10 román anyanyelvű; 684 római katolikus, 11 görögkatolikus és 7 református vallású.
- 1992-ben 103 lakosából 45 magyar, 24 cigány, 18 volt bolgár, 15 román és 1  ukrán, 79 római katolikus, 20 ortodox, 3 pünkösdista és 1 református vallású.

## Látnivalók
- Római katolikus templom